# محوطه و تپه توکمه داش خان باغی
محوطه و تپه توکمه داش خان باغی مربوط به هزاره اول - دوران‌های تاریخی پس از اسلام است و در شهرستان بیجار، بخش چنگ الماس، روستای خان باغی واقع شده و این اثر در تاریخ ۱۰ دی ۱۳۸۱ با شمارهٔ ثبت ۶۸۲۱ به‌عنوان یکی از آثار ملی ایران به ثبت رسیده است.